# Dorfkirche Zellendorf

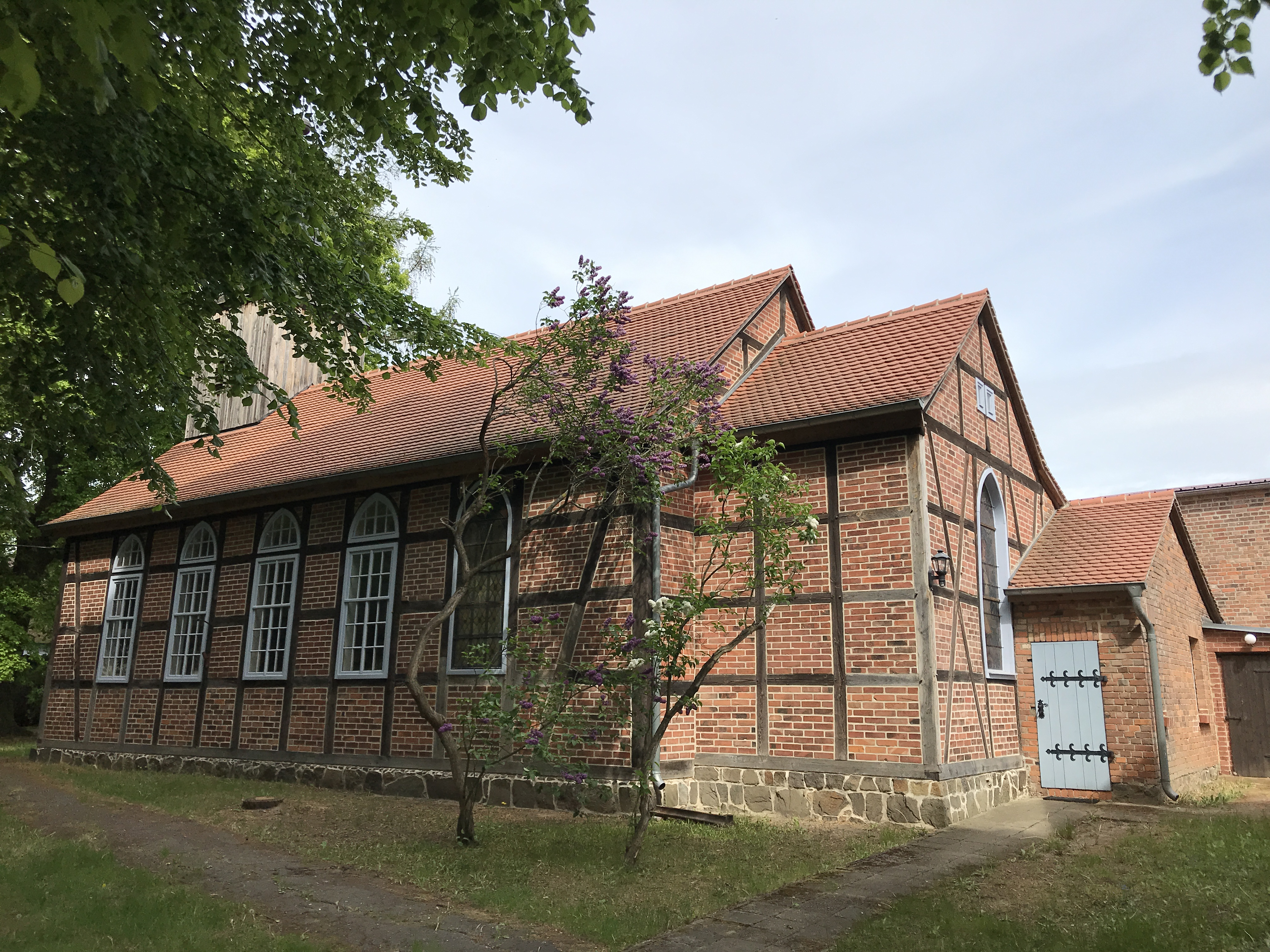
Dorfkirche Zellendorf

Die evangelische Dorfkirche Zellendorf in der Gemeinde Niedergörsdorf im Ortsteil Zellendorf im Landkreis Teltow-Fläming in Brandenburg befindet sich westlich des Angers und steht unter Denkmalschutz. Die Kirche war ab 1528 Tochterkirche der Kirche von Oehna. Das Patronatsrecht hatte wahrscheinlich bis 1528 das Jüterboger Zisterzienserinnenkloster, danach möglicherweise der Landesherr. Im 21. Jahrhundert gehört die Kirche zur Kirchengemeinde Borgisdorf-Oehna im Kirchenkreis Zossen-Fläming der Evangelischen Kirche Berlin-Brandenburg-schlesische Oberlausitz.

## Lage
Die Landstraße 715 führt als Zellendorf in Nord-Süd-Richtung durch den Ort. Sie spannt dort einen Dorfanger auf. Von diesem führt eine Nebenstraße in westlicher Richtung aus dem Ort. Die Kirche steht nordwestlich dieser Kreuzung auf einem Grundstück, das mit einer Mauer aus Ziegelsteinen eingefriedet ist.

## Geschichte
Bereits 1528 wurde in Zellendorf eine Kapelle erwähnt. Ein Beleg für diese Kapelle ist eine 1496 datierte Glocke mit der Inschrift „Maria Hilf“. Zellendorf war bis ins Jahr 1528 Filialkirche von Körbitz und Lubstorff. Zu dieser Zeit wurde dem dortigen Pfarrer die Zuständigkeit entzogen, da er die lutherische Lehre nicht praktizierte. Daraufhin kam Zellendorf als Filia zu Oehna.
Die Kapelle war 1677 baufällig geworden, es wurde eine neue Kirche gebaut. 1839 war diese Kirche einsturzgefährdet. Der Bauinspektor Gause reichte im Jahr 1840 Pläne für ein nicht näher spezifiziertes Projekt ein, in dem es offenbar um die Frage ging, ob die vorhandene Kirche saniert oder ein Neubau errichtet werden sollte. Erst im Jahr 1849 wurde vom Zimmermeister Jurisch aus Jüterbog ein durchgreifender Ausbau der alten Kirche vorgenommen. Die Bauakten führten dabei aus, dass zahlreiche Hölzer schadhaft waren und ersetzt werden mussten. Da die Kirche bei den Arbeiten außerdem vergrößert wurde, lief es schlussendlich annähernd auf einen Neubau hinaus.
Im Jahr 1901 entwarf der Baurat Bluhm aus Wittenberg die Pläne für einen Chor, der 1902 vom Zimmermeister Bamm angebaut wurde. 1970 wurde die Kirche renoviert.

## Baubeschreibung

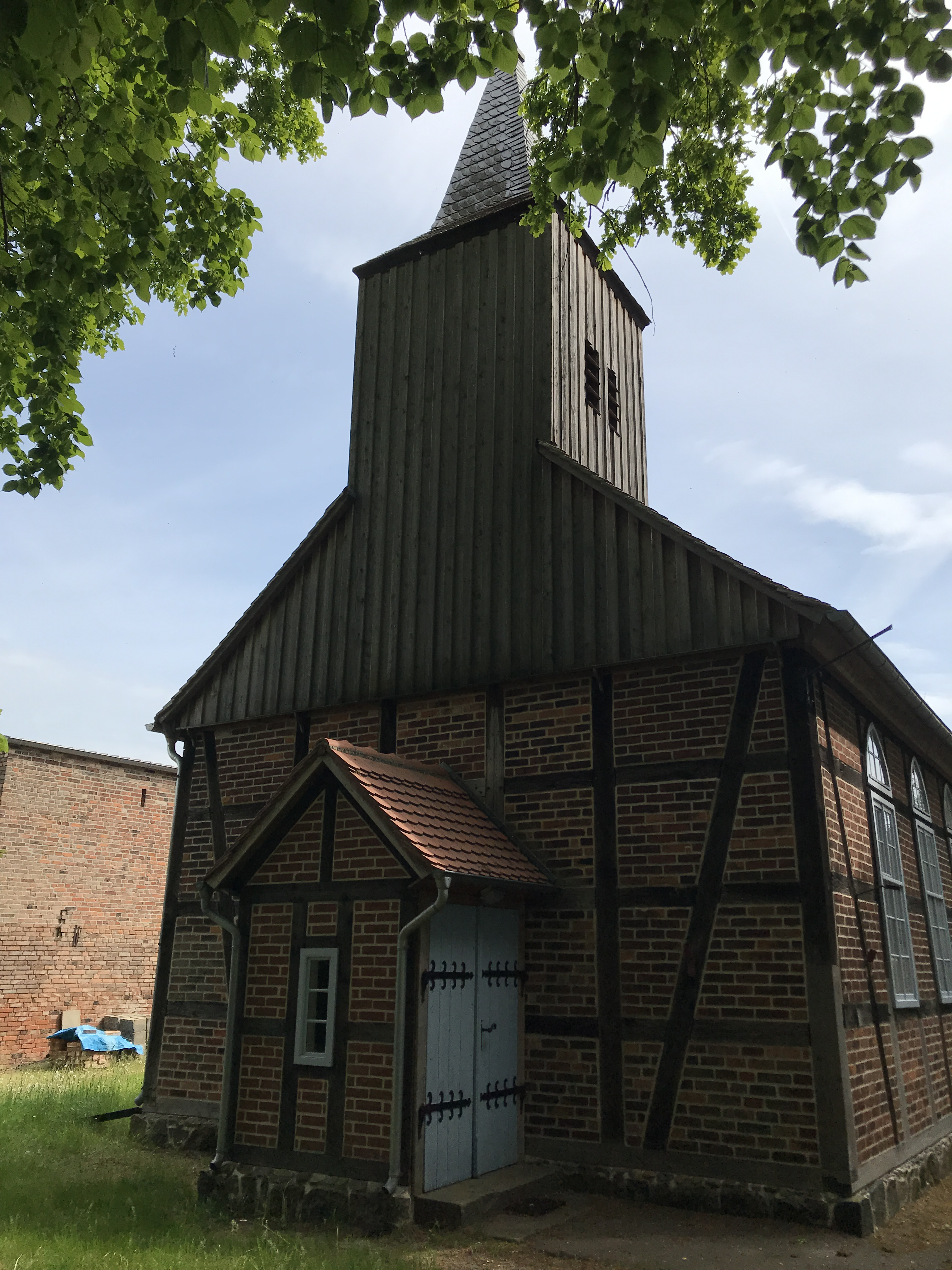
Ansicht von Westen

Die Kirche wurde vollständig aus dreifach verriegeltem Fachwerk auf einem umlaufenden schmalen Sockel aus nicht behauenen Feldsteinen errichtet. Das Fachwerk ist mit Ziegeln ausgefacht. Der Chor ist annähernd quadratisch und leicht eingezogen. An seiner Ostseite ist ein großes, gedrückt-spitzbogenförmiges Fenster, das bis an den Giebel reicht. Seine Glasmalerei zeigt den segnenden Christus unter einem reichen Baldachin in gotischen Formen. Im Giebel sind zwei kleine, rechteckige Fenster. Nordöstlich des Chors befindet sich ein kleiner moderner Anbau, der von Norden her betreten werden kann. Im Osten ist ein neuzeitliches Fenster; vom Süden eine hölzerne Pforte.
Das Kirchenschiff hat einen rechteckigen Grundriss. An der Südseite sind vier große und ebenfalls gedrückt-spitzbogenförmige Fenster; an der Nordseite der bereits beschriebene Anbau. Zwei der Schiffsfenster verfügen noch über eine ornamentale Farbverglasung. Die Westwand ist fensterlos. Allerdings befindet sich auch dort ein kleiner Anbau mit einer hölzernen Pforte an der Südseite sowie einem kleinen und hochrechteckigen Fenster an der Westseite. Er dürfte ebenfalls im Zuge der Umbauarbeiten im Jahr 1902 entstanden sein.
Am westlichen Giebel befindet sich ein Dachturm aus Fachwerk, er ist verbrettert und trägt ein Pyramidendach. Er soll vom Vorgänger stammen, zu einer früheren Zeit jedoch ein achteckiges Oberteil getragen haben. An der Nord- und Südseite sind im Glockengeschoss je zwei kleine und hochrechteckige Klangarkaden.

## Ausstattung

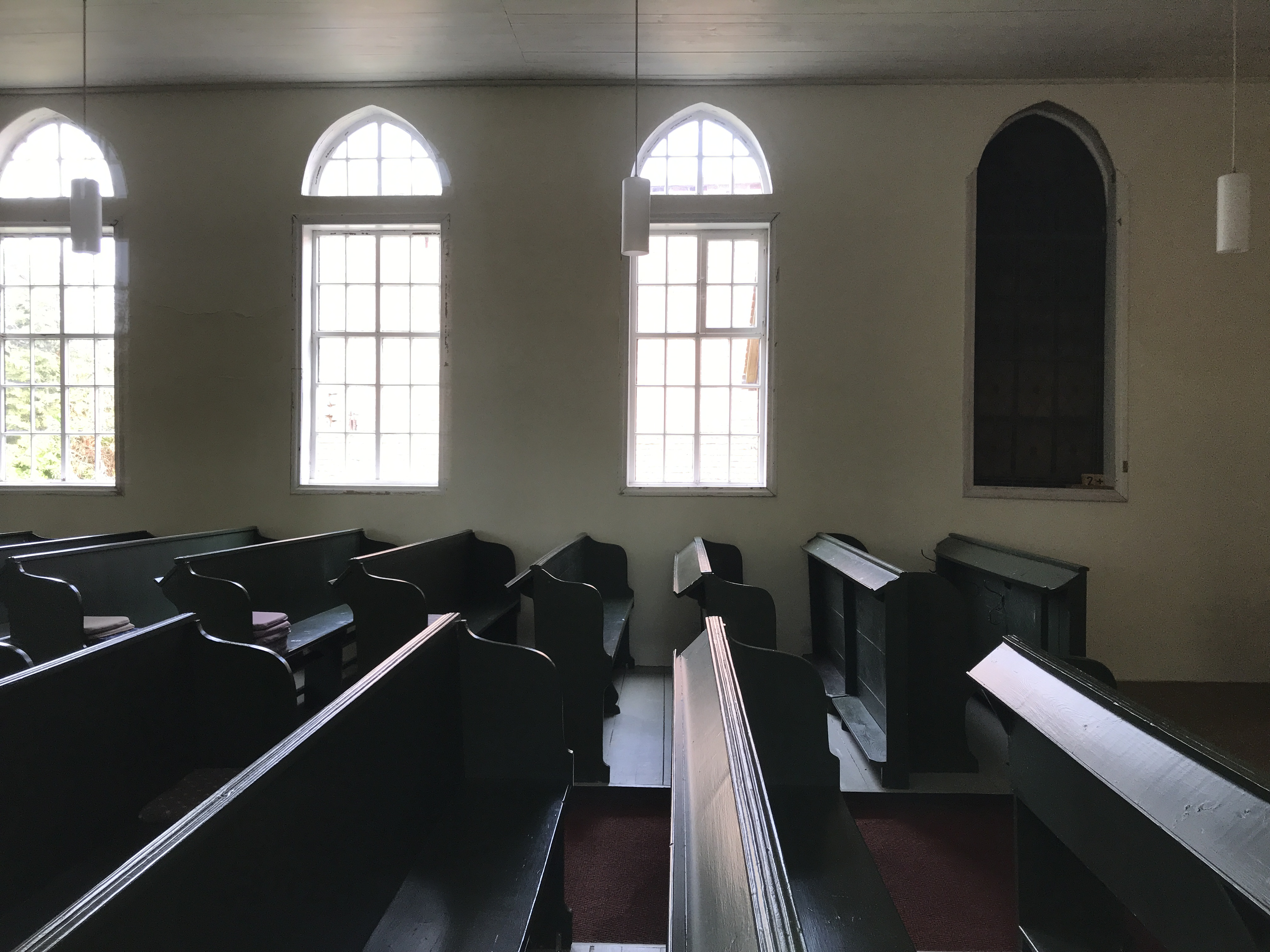
Blick ins Kirchenschiff

Der Altar sowie die Kanzel wurden aus Mauersteinen im Jahr 1970 erstellt und sind vergleichsweise schlicht. Auf jeder Seite der Kirche befinden sich Spitzbogenfenster, zwei davon besitzen noch die Farbverglasung. Im Ostfenster des Chores ist ein segnender Christus dargestellt, erstellt wurde das Fenster um 1900. Im Inneren befindet sich eine Empore unbekannten Alters und ein Gemeindegestühl aus dem 19. Jahrhundert. Der Taufstein aus Sandstein wurde 1694 von Richter Jacob Francke gestiftet. Der Taufstein hat die Form eines Pokals, an der Kuppa befindet sich Blattornamente. Die Taufschale aus dem 17. Jahrhundert besteht aus Zinn. Außer der Inschrift ist ein Reiter auf der Glocke dargestellt. Die übrige Kirchenausstattung stammt aus der Bauzeit. Das Bauwerk ist im Innern flach gedeckt.

## Würdigung
Das Brandenburgische Landesamt für Denkmalpflege und Archäologische Landesmuseum (BLDAM) weist darauf hin, dass es sich bei der Kirche in Zellendorf um die einzige in vollständigem Fachwerk errichtete im Landkreis Teltow-Fläming handelt. Es hebt besonders das Chorfenster hervor, das „aufwändig“ gestaltet und ein „seltenes Beispiel für figürliche Glasmalerei der Zeit um 1900 in den Dorfkirchen des Fläming“ sei.